# Tác giả văn học
Tác giả văn học là người làm ra tác phẩm nghệ thuật ngôn từ như các bài thơ, bài báo, cuốn sách, vở kịch,... Tên tác giả (bao gồm cả tên thật hoặc bút danh) được nêu cùng tên tác phẩm.

## Khái niệm chung
Trong nghiên cứu văn học nói chung, phạm trù tác giả văn học bên cạnh những ngữ nghĩa như nói trên còn mang thêm các đặc tính về phẩm chất thẩm mỹ do các tác phẩm - những đứa con tinh thần của họ mang lại, theo đó người đọc có thể bắt gặp các thuật ngữ riêng biệt như văn hào, thi hào, tác gia, thi sĩ cũng thường gặp những khái niệm nhà văn, nhà thơ, nhà báo, nhà viết kịch, nhà tiểu thuyết (tiểu thuyết gia), cây bút,...

## Cá tính, phong cách sáng tạo
Là người sáng tạo ra các giá trị văn học mới trong sự kết hợp với sự sáng tạo độc đáo của cá nhân, tác giả văn học là một đơn vị, một điểm nhìn, một bộ phận hợp thành quá trình văn học, là một gương mặt không thể thay thế tạo nên diện mạo chung của một thời kỳ hoặc một thời đại văn học. Ở phương diện này, khái niệm tác giả có thể tương ứng với các khái niệm về cá tính sáng tạo, phong cách (phong cách cá nhân).

## Loại hình tác giả văn học
Trong nghiên cứu văn học, bên cạnh sự nghiên cứu riêng về từng tác giả văn học, cũng thường thấy phạm trù loại hình tác giả được nhấn mạnh, như loại hình nhà Nho hành đạo, loại hình nhà Nho tài tử trong văn học Trung đại Việt Nam, loại hình nghệ sĩ ẩn dật trong văn học Nhật Bản,...), với tư cách những loại hình chủ thể thẩm mỹ, được hình thành như những sản phẩm xã hội, lịch sử, văn hóa cụ thể. Những loại hình tác giả văn học đó thường có dấu hiệu chung về cách nhìn và cách lựa chọn thái độ sống, tư thế ứng xử, quan điểm thẩm mỹ, xu hướng nghệ thuật,...